# Лёйе, Жак
Жак Лёйе́ (фр. Jacques Lœillet; крещён 7 июля 1685, Гент, Испанские Нидерланды — 28 ноября 1748, там же) — нидерландский, баварский и французский барочный композитор и гобоист.

## Биография
Младший брат музыканта и композитора Жана-Батиста Лёйе, известного как «Лондонский Лёйе», и двоюродный брат «Гентского» Жана-Батиста Лёйе. Как и его брат, научился играть на гобое в оркестре при Гентском кафедральном соборе. Служил гобоистом в оркестре курфюрста Баварии Максимилиана II, позднее в том же качестве в Версале при дворе короля Людовика XV. В 1746 году вернулся в свой родной город Гент, где и скончался через два года.

## Сочинения
Жак Лейё автор следующих музыкальных произведений:
- Шесть сонат для современной флейты с бассо континуо(Париж, 1728)
- Шесть сонат для двух современных флейт без бассо континуо(Париж, 1728)
- Концерт ми-бемоль-мажор для гобоя со струнным оркестром
- Концерт ре-мажор для флейты со струнным оркестром